# Zanola lychnica
Zanola lychnica är en fjärilsart som beskrevs av Paul Dognin 1920. Zanola lychnica ingår i släktet Zanola och familjen silkesspinnare. Inga underarter finns listade i Catalogue of Life.